# Ōtsuki, Kōchi
Ōtsuki (japanska: 大月町?, Ōtsuki-chō) är en landskommun (köping) i Kōchi prefektur i Japan. 